# Raul Maldonado
Raul Maldonado (født 11. marts 1975) er en tidligere argentinsk fodboldspiller.
Han har spillet for flere forskellige klubber i sin karriere, herunder Yokohama F. Marinos.